# Scopulariopsis flava
Scopulariopsis flava är en svampart som först beskrevs av Sopp, och fick sitt nu gällande namn av F.J. Morton & G. Sm. 1963. Scopulariopsis flava ingår i släktet Scopulariopsis och familjen Microascaceae.   Inga underarter finns listade i Catalogue of Life.